# Uroš Vitas
Uroš Vitas (in serbo Урош Витас?; Niš, 6 luglio 1992) è un calciatore serbo, difensore del Radnički Niš.

## Palmarès

### Club

#### Competizioni nazionali
- Campionato belga: 1

Gent: 2014-2015
- Supercoppa del Belgio: 1

Gent: 2015